# Mukut Parbat
Der Mukut Parbat (auch Mukut Parvat) ist ein Berg im Garhwal-Himalaya im indischen Bundesstaat Uttarakhand an der Grenze zu China.

## Lage
Der Mukut Parbat befindet sich im Nanda-Devi-Nationalpark. Er gehört zur Kamet-Gruppe. Das Bergmassiv besitzt einen West- und einen Ostgipfel. Der höhere Westgipfel, Mukut Parbat I, hat eine Höhe von 7242 m. Der niedrigere Ostgipfel, Mukut Parbat II (⊙), erreicht eine Höhe von 7120 m.

## Besteigungsgeschichte
Die Erstbesteigung gelang einem neuseeländischen Team mit Edmund Hillary, George Lowe, Harold Earle Riddiford und Ed Cotter. Riddiford, Cotter und der Sherpa Pasang Dawa Lama erreichten am 11. Juli 1955 den Gipfel. Die ursprünglich gemeinsam in einer zweiten Seilschaft aufsteigenden Hillary und Lowe beschlossen kurz unter dem Gipfel umzudrehen.